# Auwel-Holt
Auwel-Holt ist ein Ortsteil der Stadt Straelen im Kreis Kleve im Nordwesten des Bundeslandes Nordrhein-Westfalen. Es ist der nördlichste Teil von Straelen und grenzt im Westen direkt an die niederländische Grenze und im Norden an die Stadt Geldern Walbeck.
In Auwel-Holt gibt es ca. 350 Haushalte, welche sich an dem „Dorfkern“ Schulweg konzentrieren oder aber in alle Richtungen als einzelne Hofstellen und Ansiedlung von Einfamilienhäusern verteilen.
In Auwel-Holt gibt es noch ein richtiges Dorfleben mit einer eigenen Kirche St. Georg, einer Grundschule und einem eigenen Kindergarten wie auch eine eigene Feuerwehr, einen Lebensmittelladen und zwei Gaststätten.

## Vereine
- Sportverein S.C. Blau-Weiß Auwel-Holt 1946 e. V.[1]
- Musikverein 1903 Auwel-Holt e. V.[2]
- Freiwillige Feuerwehr Auwel-Holt[3]
- ModellbauTeam Rhein-Maas e. V.[4]
- St. Sebastianus Bruderschaft Auwel-Holt Vorst Westerbroek 1887 e. V.
- St. Georgius Bruderschaft